# Nacionalni park Los Glaciares
Los Glaciares (španjolski za "ledenjaci") je nacionalni park u argentinskoj pokrajini Santa Cruz. Ledena kapa Patagonije je golema ledena pustoš na granici između Argentine i Čilea. Kako je Los Glaciares brdoviti krajolik visokih planina i brojnih ledenjačkih jezera iznimne ljepote, još 1981. godine je upisan na UNESCO-ov popis mjesta svjetske baštine u Americi, što je prošireno 1994. godine.

## Zemljopis
Osnovan je još 1937. godine i svojom veličinom od 4.459 km² predstavlja drugi po veličini park u Argentini. Ime mu potječe od 47 velikih i oko 200 manjih ledenjaka od kojih njih 13 plove prema Atlantskom oceanu, a neki od njih su rijetki ledenjaci u svijetu koji rastu. zajedno oni predstavljaju najveći ledeni pokrivač izvan Antarktike i Grenlanda, površine od oko 14.000 km², kojih je oko polovice unutar parka. Dok na drugim mjestima na svijetu ledenjaci nastaju na visinama od oko 2500 metara nadmorske visine i naviše, ovdje oni nastaju na već 1500 m, a često kližu po 200 m naniže erodirajući površine planina koji ih nose i na krajnjem rubu padaju u mliječno-sivo more čime nastaju divovske ledene sante. 
Čak 30 % parka je prekriveno ledom i park se dijeli na dva dijela: u južnom je 160 km dugo jezero Argentino (na slici desno) u koje se slivaju ledenjaci Perito Moreno, Uppsala i Spegazzini; a u sjevernom je jezero Viedma, njegov ledenjak Viedma i još nekoliko manjih ledenjaka, te planina Fitz Roy i Cerro Torre.
Najveći od devet ledenjaka je ledenjak Uppsala koji je dug 48 kilometara, a spušta se prema sjevernom rukavcu jezera Argentino i neprekidno u njega ubacuje goleme plave ledene brijegove, uz gromovitu trešnju. Perito Moreno je jedan od devet velikih ledenjaka i njegovo napredovanje i povlačenje se može lako pratiti. Svake godine on presječe odlivne vode jezera Rico stvarajući prirodnu branu i time poplavi golemo područje. Kada se na vrhuncu ljeta povuče, veliki zid vode se sjuri dolinom. 
Los Glaciares privlači penjače na 3375 metara visok vrh Fitzroy koji se uzdiže na sjeveru ovoga parka, a s njega puca prekrasan pogled na ledenjak Moreno.
- Nacionalni park Los Glaciares iz svemira
- Ledenjak Upsala 2009.
- Šetnica prema glečeru Perito Moreno
- Vrhovi Cerro Torre i Fitz Roy
- Urušavanje ledenjaka Spegazzini

## Živi svijet
Godine 1893. ovdašnji zemljoposjednik, Herman Eberhard, istražio je golemu špilju ledenjaka Uppsala i u njoj pronašao komadić dlakave kože dug oko 120 cm, a koji je pripadao mylodonu, izumrlom ljenivcu s golemim kandžama i dugim jezikom. 
Danas se parku razlikuje vegetacija dva tipa: subantarktička patagonska šuma i patagonska stepa. Najimpresivnije divlje životinje u parku su ptice jer jezera nude idealno stanište za crnovrate labudove (Cygnus melancoryphus), najveću pticu vodaricu Južne Amerike, i razne patke i guske, te čileanske plamence uz obalu. Iznad ledenjaka lete andski kondori, ptice s najvećim rasponom krila na svijetu, dok u visokim travnjacima obitava Mali nandu, južnoameričke verzije noja.
Sisavci su predstavljeni izoliranim skupinama južnoameričke srne (Hippocamelus bisulcus) i planinske viskače (Lagidium viscacia) koje vjerojatno žive u nekim sektorima u parku, ali njihovu prisutnost još treba potvrditi. Ostale značajne vrste su gvanako, argentinska siva lisica (Lycalopex griseus) i patagonski tvor (Conepatus humboldtii).
Ipak, nacionalni park ugrožava invazivna vrsta poljskog zeca, čiji proždrljivi apetit ima veliki utjecaj na prirodni ekosustav; te dvije vrste pastrve koje su se našle sklonište u šumskim potocima parka.
Prapovijesni stanovnici ovog područja bili su lovci-sakupljači koji su se oslanjali na uzgoj gvanaka. Njih je naslijedila Tehuelche kultura i u parku se nalazi najmanje 14 arheoloških lokaliteta ove kulture. Južni Tehuelche indijanci su bili gotovo istrijebljeni tijekom europske kolonizacije.

## Vanjske poveznice
- Official site, službena web-stranica
- Fauna
- Paisaje Natural  Arhivirana inačica izvorne stranice od 2. siječnja 2006. (Wayback Machine)
- Photos Los Glaciares National Park
- Panoramic Virtual Tour of Onelli Glacier & Lake  Arhivirana inačica izvorne stranice od 29. lipnja 2011. (Wayback Machine)